# Friedrich August Barth

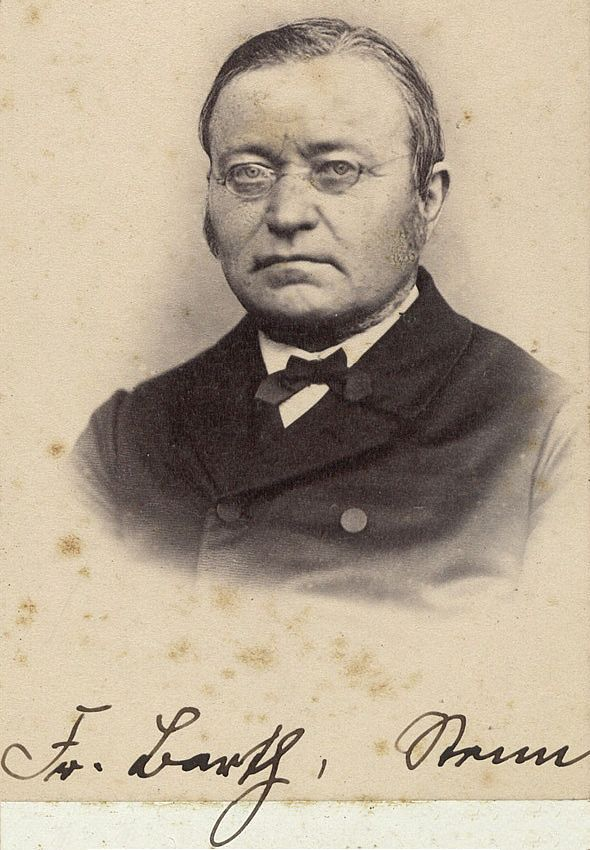
Fr. Barth, Stenn (vor 1873)

Friedrich August Barth (* 15. August 1816 in Stenn; † 28. März 1879 ebenda) war ein deutscher Landwirt und konservativer Politiker.

## Leben und Wirken
Barth besuchte bis 1830 die Dorfschulen in Stenn und Lichtentanne. Anschließend arbeitete er auf dem Bauerngut seines Vaters, das 80 Hektar Grundbesitz umfasste. 1833 bis 1839 war er Pferde- und Großknecht, bevor er 1839 den Besitz übernahm. 1853 kam das 85 Acker umfassende Gut seiner Schwester nebst einem Holz- und Wiesengrundstück hinzu.
Er bekleidete zahlreiche öffentliche Ämter: Von 1831 bis 1863 war er Ortsrichter und von 1845 bis 1851 Gemeindevorstand in Stenn. Er war weiterhin Gemeinderatsmitglied und von 1853 bis 1862 Amtslandschöppe seines Heimatorts. Von 1862 bis zu seinem Tod übte er das Amt des Amtslandrichters aus. Von 1862 bis 1864 war Barth stellvertretender Abgeordneter und 1866 bis 1868 Abgeordneter des 18. bäuerlichen Wahlkreises in der II. Kammer des Sächsischen Landtags. Nach der Wahlrechtsreform von 1868 hatte er von 1869 bis zu seinem Tod das Mandat des 40. ländlichen Wahlbezirks für die Kammer inne.
Barth war Mitglied des Bezirkstags und des Bezirksausschusses. Er gehörte 1849 zu den Begründern des Landwirtschaftlichen Vereins in Ebersbrunn und übernahm 1862 dessen Vorsitz. 1864 wurde er Vorsitzender des neu begründeten Vereins für Stenn-Lichtentanne. Er war Aufsichtsratsmitglied in drei Aktiengesellschaften und 1873 bis 1875 stellvertretendes Mitglied des Landwirtschaftlichen Kreditvereins im Königreich Sachsen.